# A Virgem
A Virgem é um filme brasileiro de 1973, do gênero drama erótico, dirigido por Dionísio de Azevedo.

## Sinopse
Lenita e Vado são um casal de namorados que combinam viajar até um sítio com os amigos. Lenita é virgem e não sabe que Vado combina com os amigos Mário e Durva disputar num jogo de palitinho quem será o primeiro a ter relações sexuais com ela. No local, Mário assedia também a caseira Inês, o que provocará a ira de Otávio, o marido dela.

## Elenco
- Nádia Lippi .... Lenita
- Kadu Moliterno[nota 1] .... Vado
- Nuno Leal Maia .... Mario
- Nadir Fernandes .... Tina
- Mirian Mayo .... Licinha
- Tony Tornado .... Durva
- Célia Olga .... Dora
- Alexandre Radovan .... Zé Luiz
- Clery Cunha .... Chiquinho
- Lygia Maria Alves .... Zabela
- Roberto Homsi .... Otávio
- Dilton Castro .... Caboclo
- Elizabeth Castro .... Cabocla
- Maria Luiza Imperial .... Izabel
- Célia Helena .... Inês[1] (atriz convidada)